# José Manuel Botella Crespo
José Manuel Botella Crespo (Madrid, 16 de juliol de 1949 - Torrevieja, 22 de gener de 2021) va ser un polític madrileny, diputat a les Corts Valencianes en la III, IV i V Legislatures.
Metge cirurgià establert a València, ha estat president de l'Ateneu Mercantil de València i dels Ateneus d'Espanya. Va militar en el Partit Liberal, amb el que fou elegit en coalició amb Alianza Popular per Càceres a les eleccions generals espanyoles de 1986, on fou Vocal de les Comissions de Política Social i de Feina i d'Educació i Cultura.
Posteriorment fou elegit diputat a les eleccions a les Corts Valencianes de 1991, 1995 i 1999. Ha estat president de la Comissió no permanent especial per a l'estudi dels riscs, prevenció i situacions d'emergència i les seues conseqüències a la Comunitat Valenciana (1997-2002)
El 10 de juny de 2003 fou nomenat comissionat de la Conselleria de Sanitat de la Generalitat Valenciana per a l'assistència sanitària a la zona de Torrevella, encara que l'Hospital de Torrevella no estaria enllestit fins al a 2006.